# Joseph Arsène Breaux
Pour les articles homonymes, voir Breaux.
 (septembre 2024).
La mise en forme du texte ne suit pas les recommandations de Wikipédia : il faut le « wikifier ».
Les points d'amélioration suivants sont les cas les plus fréquents. Le détail des points à revoir est peut-être précisé sur la page de discussion.
- Les titres sont pré-formatés par le logiciel. Ils ne sont ni en capitales, ni en gras.
- Le texte ne doit pas être écrit en capitales (les noms de famille non plus), ni en gras, ni en italique, ni en « petit »…
- Le gras n'est utilisé que pour surligner le titre de l'article dans l'introduction, une seule fois.
- L'italique est rarement utilisé : mots en langue étrangère, titres d'œuvres, noms de bateaux, etc.
- Les citations ne sont pas en italique mais en corps de texte normal. Elles sont entourées par des guillemets français : « et ».
- Les listes à puces sont à éviter, des paragraphes rédigés étant largement préférés. Les tableaux sont à réserver à la présentation de données structurées (résultats, etc.).
- Les appels de note de bas de page (petits chiffres en exposant, introduits par l'outil «  Source ») sont à placer entre la fin de phrase et le point final[comme ça].
- Les liens internes (vers d'autres articles de Wikipédia) sont à choisir avec parcimonie. Créez des liens vers des articles approfondissant le sujet. Les termes génériques sans rapport avec le sujet sont à éviter, ainsi que les répétitions de liens vers un même terme.
- Les liens externes sont à placer uniquement dans une section « Liens externes », à la fin de l'article. Ces liens sont à choisir avec parcimonie suivant les règles définies. Si un lien sert de source à l'article, son insertion dans le texte est à faire par les notes de bas de page.
- La présentation des références doit suivre les conventions bibliographiques. Il est recommandé d'utiliser les modèles {{Ouvrage}}, {{Chapitre}}, {{Article}}, {{Lien web}} et/ou {{Bibliographie}}. Le mode d'édition visuel peut mettre en forme automatiquement les références.
- Insérer une infobox (cadre d'informations à droite) n'est pas obligatoire pour parachever la mise en page.

Pour une aide détaillée, merci de consulter Aide:Wikification.
Si vous pensez que ces points ont été résolus, vous pouvez retirer ce bandeau et améliorer la mise en forme d'un autre article.
Joseph Arsène Breaux (18 février 1838 – 26 juillet 1926) un Américain francophone d’origine acadienne est connu dans sa communauté en Louisiane comme un homme d’affaires aguerrit, un juriste et un réformateur de l’enseignement public. Breaux est nommé juge-associé de la Cour suprême de Louisiane en 1890, devenant le juge-en-chef de 1904 à 1914. Il est le premier membre de l’élite acadienne de Louisiane à avoir des relations avec les élites acadiennes et canadiennes-françaises des États-Unis et du Canada depuis la fin du Grand Dérangement au début du 19e siècle.

## Biographie
Joseph Arsène Breaux est né à Bayou Goula. Il a été baptisé à l’Église catholique Saint Gabriel, dans la paroisse d’Iberville, le 10 novembre 1838. Descendant des premiers Acadiens (Cadiens) à s’établir en Louisiane, ses arrière-grands-parents sont arrivés sur le Mississippi en provenance de l'État du Maryland en 1767. Son ancêtre, Joseph Charles Breaux, est arrivé en Louisiane avec un groupe d’Acadiens de Pisiquit en provenance du Port Tobacco, au Maryland. Son grand-père, Arsène Breaux, est né en Louisiane vers 1772. Nous savons que Arsène a fait partie de la milice lors de la bataille de la Nouvelle-Orléans, en 1812. Sa grand-mère, Marie Geneviève Daigle, est arrivée en Louisiane avec les Acadiens réfugiés de Belle-Île-en-Mer, sur Le Beaumont, un des sept bateaux payés par l’Espagne qui a quitté la France en 1785. Son père, Jean Baptiste Breaux, est de la deuxième génération d'Acadien née en Louisiane. Sa mère, Margaret Walsh-Breaux, est une orpheline d’origine irlandaise qui a été élevée chez des Comeaux, des voisins de ses parents. Ses parents appartenaient une plantation de cannes à sucre avec une dizaine d’esclaves le long du fleuve Mississippi.
Vers l’âge de 15 ans, Breaux quitte la maison familiale pour étudier au Kentucky et puis à l’Université de Louisiane, aujourd’hui l’université Tulane, à la Nouvelle-Orléans.Breaux passe l’examen du barreau en 1859. La même année, Breaux ouvre une pratique de droit et il fonde un journal, le Weekly Magnolia, dans le village de Plaquemine. Le journal cesse sa publication avec le début de la guerre de Sécession. En 1861, Joseph Arsène Breaux épouse Regina Eugénie Mille, la fille de Thomas Mille et de Pauline Dupuy, des planteurs de la paroisse Iberville
Conscrit dans l’armée sudiste en 1862, il prend part à la guerre de Sécession. Joseph A. Breaux reçoit le rang de lieutenant dans l’armée confédérée. Capturé et fait prisonnier à Port Hudson, il est libéré à la fin du conflit. Après la capitulation du Sud en 1865, il reprend sa pratique de droit à Lafayette et puis en 1868, il déménage à la Nouvelle-Ibérie où il devient le premier avocat de la nouvelle paroisse civile d’Ibérie. De ce fait, son épouse, Eugénie Mille-Breaux, rejoint sa sœur Emma, épouse du Dr Alfred Duperier, fondateur de l’hôpital Dautrerive, du même endroit.
Très tôt, Joseph A. Breaux s'intéresse à la politique. Il est défait comme candidat du People’s Party, un parti composé de réformateurs, mais surtout de suprémacistes blancs lors des élections fédérales de 1876. Il revient au parti démocrate et sera affilié à ce parti tout au long de sa vie.
Dans les années 1880, Breaux devient un citoyen avec un capital social important. Entrepreneur, il est le fondateur de plusieurs entreprises, dont la première banque à charte fédérale de la région, New Iberia National Bank. Il préside cette institution financière jusque dans les années 1920. Il est nommé à la présidence de la commission scolaire d’Ibérie et il crée la première école secondaire à l’ouest de la Nouvelle-Orléans. En 1888, Breaux est élu le surintendant des écoles publiques de l’État de Louisiane dans l'administration du gouverneur Francis Tillou Nicholls. Il est instrumental dans la réforme de l’éducation publique lors de son passage de 24 mois à Bâton Rouge. À ce titre, il reforme le financement des commissions scolaires et encourage le professionnalisme en enseignement.
En 1890, le gouverneur Nicholls le nomme comme juge adjoint à la Cour suprême de l’État de Louisiane. Le juge Breaux est l’auteur du Breaux’s Digest, une compilation des décisions de la cour de la 42e à la 57e année qu’il publie en 1901. Il siège lors de la décision de la cour de l'État dans l'appel Plessy v Ferguson, la décision de la Cour suprême à Washingston crée un système biracial aux États-Unis. Entre sa résidence de la Nouvelle-Ibérie et son travail à la Nouvelle-Orléans, Breaux developpe des relations personnelles. Il s’associe à la Louisiana Historical Society et à l’Athénée Louisianais. La Louisiana Historical Society regroupe l’élite de la classe politique et juridique de la  Louisiane tandis que l’Athénée est un rassemblement d’intellectuels et de professionnels francophones de la Nouvelle-Orléans. C’est à titre de membre de ces deux organismes que Breaux fait sa première rencontre de la diaspora acadienne dispersée en Amérique.
En 1902, Joseph A. Breaux est invité par des Acadiens de la Nouvelle-Angleterre à la Convention des Acadiens des États-Unis, qui se réunit à Waltham, Massachusetts. C’est la seule convention des Acadiens qui ait eu lieu à l’extérieur de l’Acadie traditionnelle. Pendant cette rencontre du samedi 16 août, il développe des relations avec le sénateur Pascal Poirier, le Dr Lucien J. Béliveau et son collègue de la Cour suprême du Nouveau-Brunswick, le juge Pierre Amand Landry. Après cette convention, Breaux continue son voyage par un pèlerinage au lieu de mémoire de Grand Pré en Nouvelle-Écosse. Il rencontre des politiciens au Nouveau-Brunswick et à l’Île-du-Prince-Édouard. Un réseau de correspondance se développe et on voit apparaître un intérêt de la part du juge Breaux pour une renaissance de l’identité acadienne en Louisiane.
En 1904, Joseph A. Breaux devient le juge-en-chef de la Cour suprême de Louisiane. Quoique le Code civil louisianais soit amendé uniquement en anglais et les plaidoyers utilisent rarement la langue française, la magistrature continue l'usage du français dans la jurisprudence. Breaux est présent lors de la construction de l’édifice de la cour sur la rue Royale à la Nouvelle-Orléans. Cet édifice fit scandale dans l'environnement du Vieux Carré de la ville. Il siège sur plusieurs décisions importantes de la cour: c.-à-d. l’exploration gazière et pétrolière dans l'État de Louisiane. Le juge Breaux est présent à Québec pour le Tricentennaire de la ville et à la Convention nationale des Acadiens à Saint-Basile, N.-B., en 1908.
En 1912, lors du Premier congrès de la langue française qui a lieu à l'Université Laval, à Québec, la délégation louisianaise composée du juge Breaux affirme qu'il y a un décline significatif de l’usage du français à la cour et dans les affaires à la Nouvelle-Orléans. Au même moment, les élites locales anglo-américaines, créoles et cadiennes, s'entendent pour intégrer la communauté acadienne au récit américain dans la région du sud-ouest de la Louisiane. Cette collaboration fait renaître un sentiment d'appartenance acadienne dans la région du Tèche, des prairies environnantes et de Lafayette.
Le juge Joseph A. Breaux préside la cour jusqu’en avril 1914. Aussitôt à la retraite, le gouverneur de l’État le nomme à titre de conservateur au nouveau musée de l’État; le Cabildo. Il devient un mécène pour le département de tuberculose de l’Hôpital de la Charité (Charity Hospital). Il enseigne pendant une douzaine d'années à l'université Loyola de la Nouvelle-Orléans. Le juge Breaux accorde un don de 50 acres de terre pour la construction d’un lieu de mémoire pour commémorer l’arrivée des Acadiens en Louisiane. Ce terrain à Saint-Martinville devient le Longfellow Evangeline State Park. À sa mort en 1926, il lègue des fonds de bourses à l’école de médecine de Tulane, aux écoles de Droit de Tulane et Loyola. Le juge Breaux est le donateur aux archives du musée de l'État du document Breaux manuscrit une monographie d'un auteur anonyme rendue célèbre par ces propos sur les mœurs et coutumes des Acadiens louisianais au 19e siècle.